# 금성군 (강원도)
금성군(金城郡)은 강원도 김화군, 창도군, 철원군 (남)에 있었던 행정구역이다. 야차홀(也次忽), 모성군(母城郡),익성군(益城郡)으로 불렸다.
현재 그 동부는 창도군, 서부는 김화군, 남부(원남·원동·임남면의 남쪽 일부)는 대한민국의 철원군이 되어 있다. 대한민국 관할 지역에는 민간인이 거주하지 않는다.

## 지리
금강산선이 통과하였으며, 북한강과 그 지류인 금성천이 흐른다.

## 연혁
| Daedongyeojido (Gyujanggak) 10-03.jpg | Daedongyeojido (Gyujanggak) 10-02.jpg |
| Daedongyeojido (Gyujanggak) 11-03.jpg | Daedongyeojido (Gyujanggak) 11-02.jpg |

- 1914년 4월 1일 : 금성군이 김화군에 흡수되어 폐지되었다. 옛 김화군의 남·북·동면은 첫머리에 근(近)을, 옛 금성군의 남·북·동면에는 첫머리에 원(遠)을 붙였다.(12면)[1]
  - 당시 금성군(9면) : 통구면(通口面), 오산면(梧山面), 기성면(岐城面), 북면(北面), 서면(西面), 군내면(郡內面), 임남면(任南面), 동면(東面), 남면(南面)
  - 금성군 군내면+서면=금성면(金城面), 기성면+오산면=기오면(岐梧面)
- 1939년 : 기오면이 창도면으로 개칭되었다.
- 1953년 7월 27일 : 한국 전쟁의 정전협정으로 대한민국이 옛 김화군 대부분 지역과 옛 금성군 중 원남·원동·임남면의 각 남쪽 일부를 수복하였다.
- 1952년 12월 - 1954년 10월 : 1952년 12월 조선민주주의인민공화국이 김화군을 창도군으로 개칭하였다가, 1954년 10월 옛 금성군 지역을 중심으로 김화군을 재설치하였다.
- 1963년 1월 1일 : 대한민국 김화군의 전 지역이 철원군에 통합되어 폐지되었다.
- 2001년 : 탑거리(塔距里, 해방 당시의 금성면 탑거리와 매회리)가 1914년 부군면 통폐합 이전에 김화군이었던 지역과 함께 김화군에서 평강군으로 이관되었다.

## 현재
대한민국 관할이 된 옛 금성군 지역인 원남·원동·임남면의 각 남쪽 일부는 군사분계선이 인접하여 전체가 민간인출입통제구역에 속하고, 관할 군 부대 외에 민간인은 거주하지 않는다. 이 지역의 행정 사무는 근남면에서 대행한다.
조선민주주의인민공화국의 옛 금성군 지역은 대부분 김화군과 창도군에 속하고, 일부는 평강군에 속한다.

## 같이 보기
- 금성지구
- 금성 진격전
- 금성 전투